# Mirče Acev
Mirče Acev (makedonsky: Мирче Ацев) je vysídlená vesnice v Severní Makedonii. Nachází se v opštině Krivogaštani v Pelagonském regionu.

## Historie
Vesnice se dříve nazývala Petrovo. Jednalo se o koloniální osadu, kterou založili ortodoxní Srbové, kteří se do Makedonie přesídlili v roce 1922 z Dalmácie. Do začátku druhé světové války se obec rozrostla na 28 domácností a byla zde postavena i škola. V roce 1941 všechny obyvatele vystěhovali bulharští okupanti do Srbska a namísto nich sem přivedli obyvatele z Lokvice, Poreče a okolí Strugy.
Poslední obyvatelé zde byli zaznamenání v roce 1971, a to 44 obyvatel. Během 70. let došlo k postupnému vysídlování obyvatel, kteří odcházeli především do větších měst. Podle sčítání lidu z roku 2021 zde nežije nikdo.